# Grabhügel von Håga

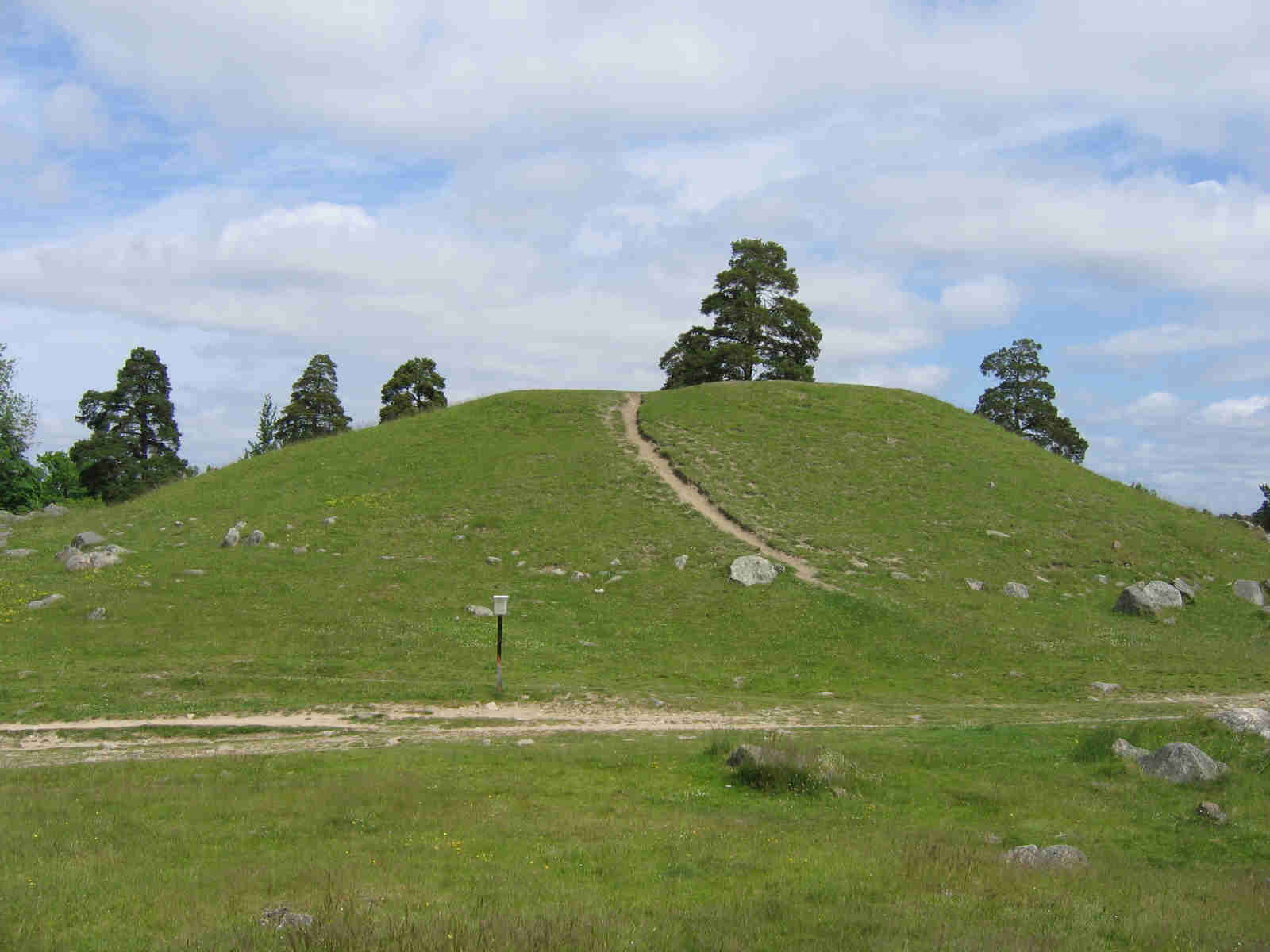
Grabhügel von Håga

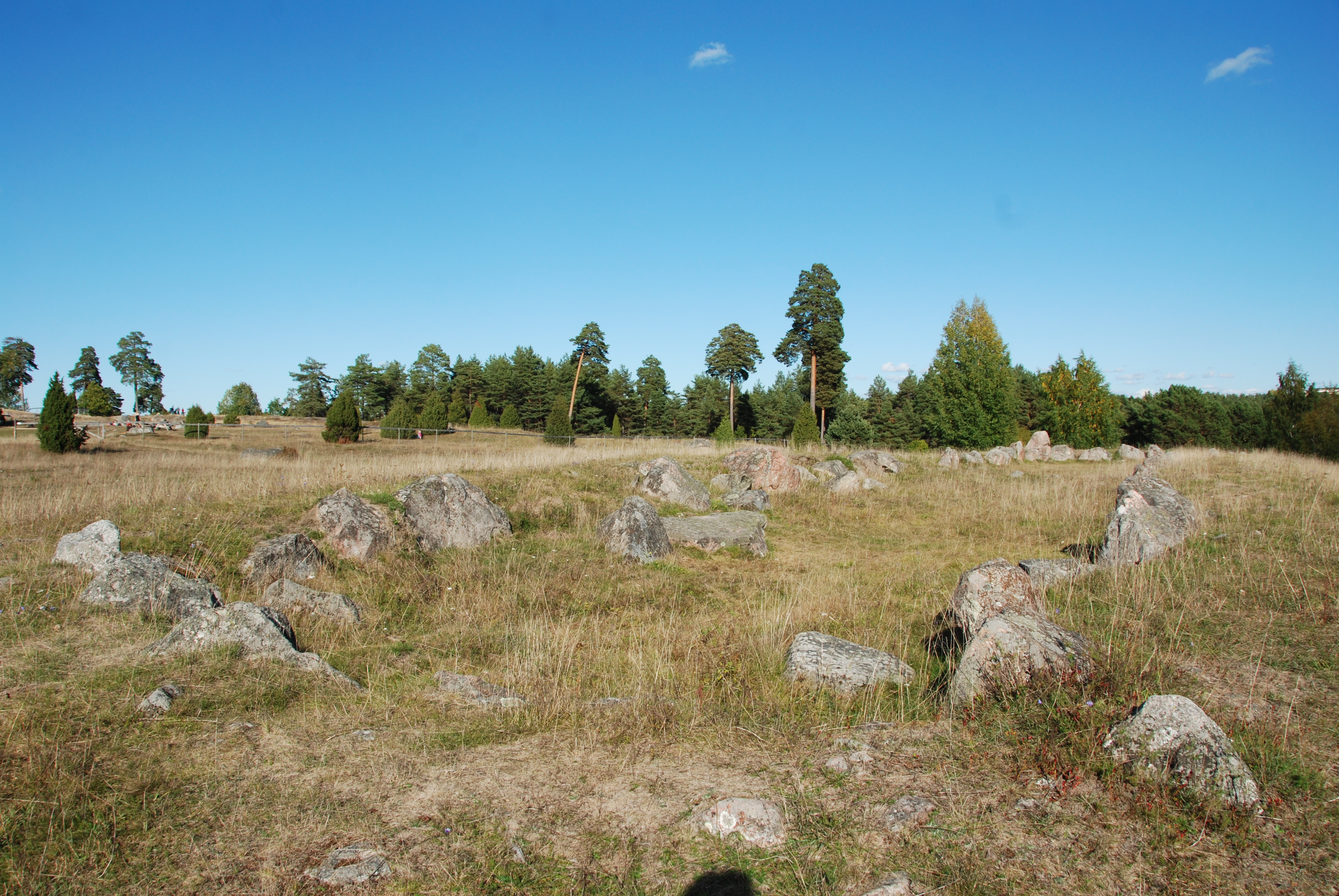
Kung Björns kyrka

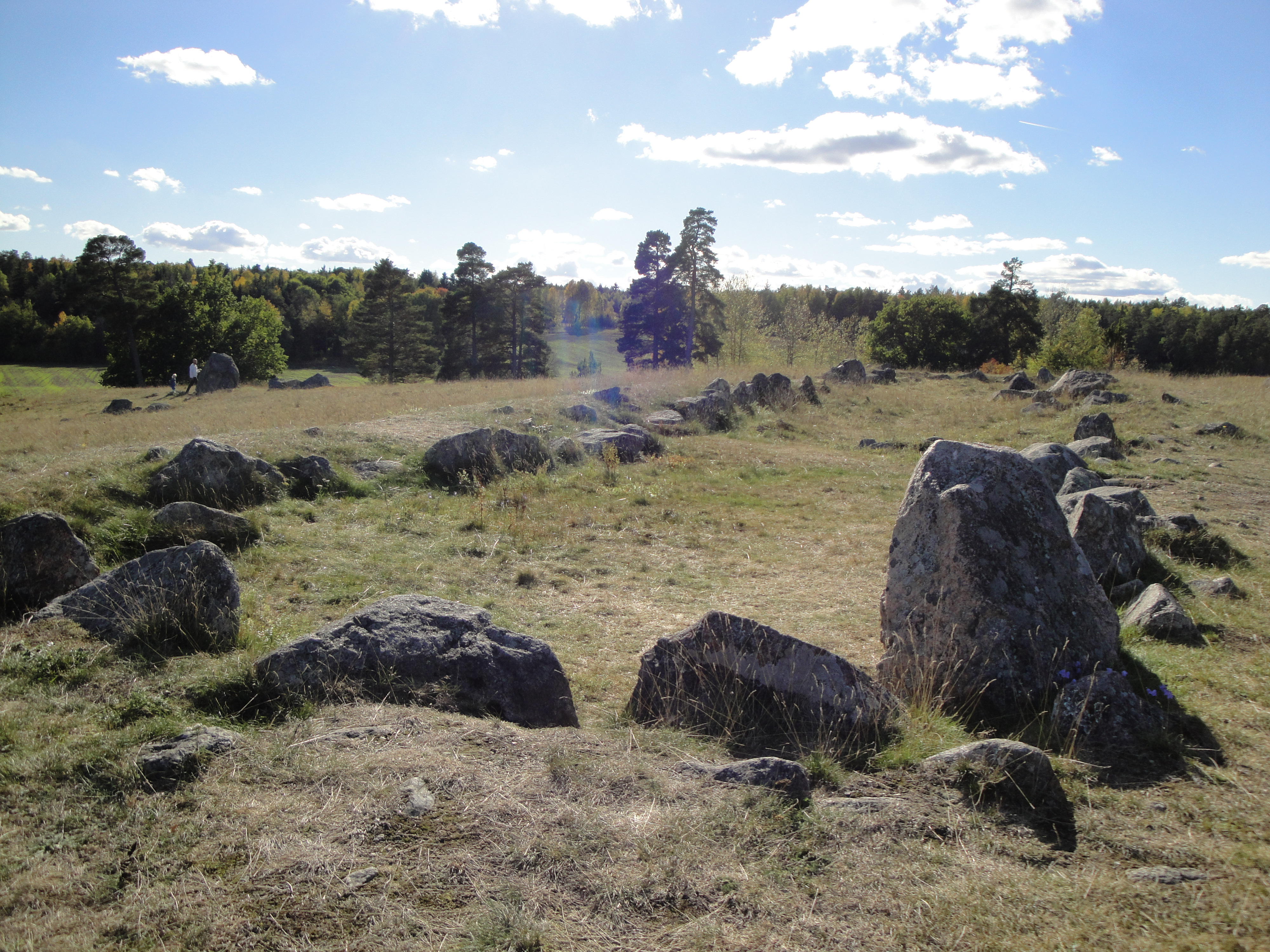
Kung Björns kyrka

Der Grabhügel von Håga (schwedisch Hågahögen, auch Kung Björns hög oder Björns hög) liegt am Ufer des Baches Hågaån bei Flogsta, westlich von Uppsala in Uppland in Schweden. Er stammt aus der späten Bronzezeit und wurde zu Beginn des 20. Jahrhunderts ausgegraben.
Björn på Håga ist ein schwedischer Sagenkönig aus dem Wikingergeschlecht der Munsö, als dessen Stammvater der möglicherweise fiktive Björn Järnsida (identisch mit Björn på Håga) gilt, als dessen Grabmal auch der Björn Järnsidas Hög auf der Insel Munsö gilt.
Wegen seiner beachtlichen Größe (etwa 7,0 Meter hoch, 45,0 m Durchmesser) wird er als Grab eines bedeutenden Mannes interpretiert. Im Hügel wurden gespaltene Knochen gefunden, deren Mark entnommen war, weshalb sie als Beleg für Kannibalismus interpretiert werden. Gespaltene Menschenknochen wurden auch am Wohnplatz Dyrholmen der Ertebølle-Kultur gefunden.

## Beschreibung

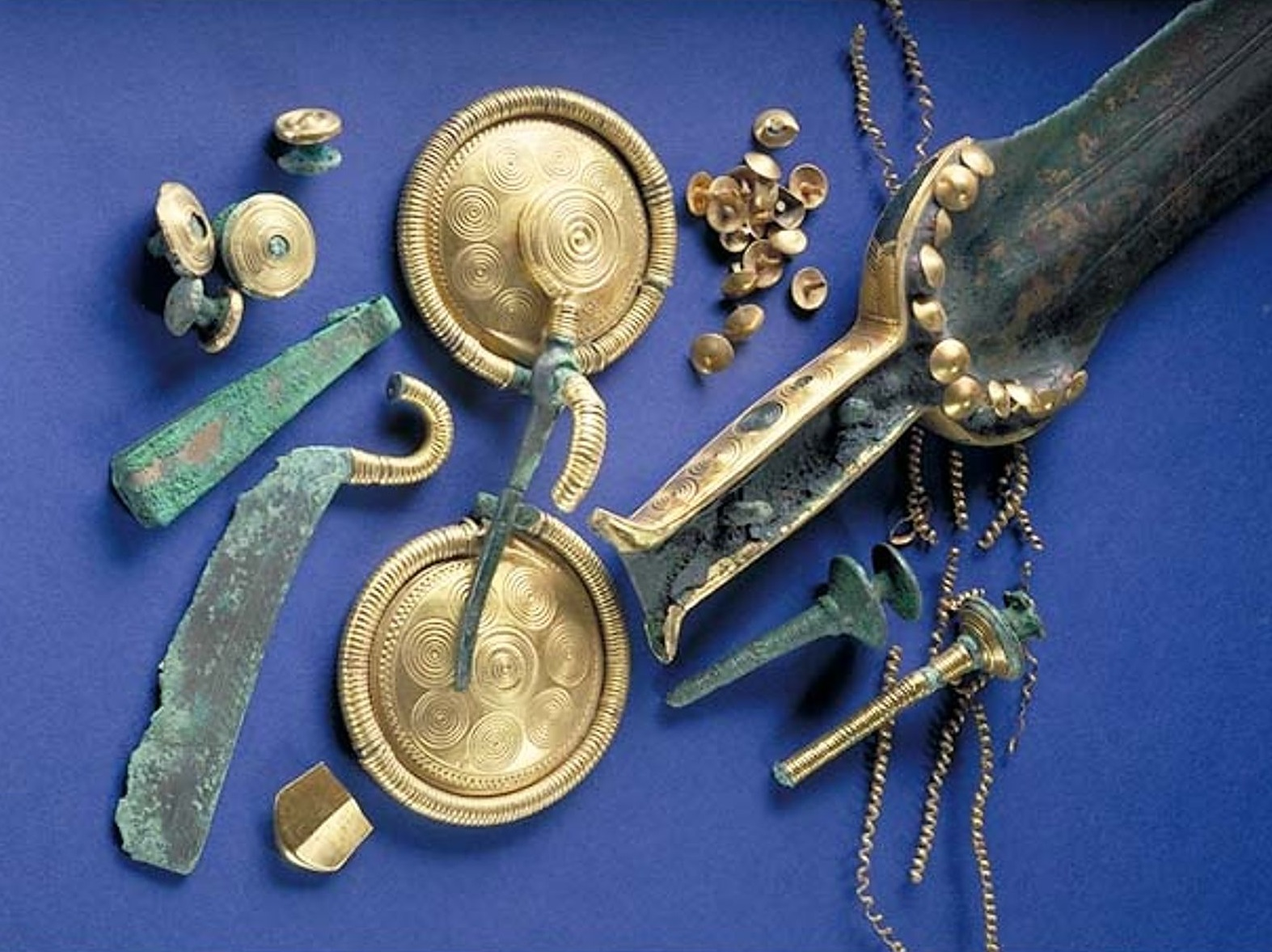
Funde im Hügel

Das Hügelgrab besteht aus Grassoden und enthält eine für die Gegend um den Mälaren fremdartige Grabanlage, die auf südskandinavische Einflüsse hinweist. Es bedeckte einen mannshohen, ausgehöhlten Eichenstamm, der als Sarg diente. Von ihm waren Verfärbungen des Erdreichs erhalten. Im Sarg lagen verbrannte Knochen eines Mannes. Bemerkenswert waren seine Grabbeigaben: ein Schwert, dessen Griff mit Goldleisten und Goldstiften verziert war, eine fast gänzlich mit spiralverziertem Goldblech bedeckte, sogenannte „Brillenspirale“ aus Bronze, Pinzetten mit Golddetails, dünne Goldspiralen, die möglicherweise im Haar oder in der Tracht getragen wurden.
Der Bestattete wurde ohne Beigaben eingeäschert (wie es meist Sitte war). Man hatte die verbrannten Knochen in den Sarg gelegt und die Gegenstände dazugegeben. Ursache ist wahrscheinlich, dass durch Einflüsse aus Südskandinavien als neue Bestattungsart das Einäschern eingeführt worden war. Nur der Tote wurde verbrannt, nicht jedoch seine Grabbeigaben. In einer Zeit, in der alte Sitten durch neue ersetzt werden, ist es möglich, dass parallel ältere Vorstellungen bestehen bleiben. Dies ist wahrscheinlich beim Hügel von Håga der Fall. Es gibt noch andere Besonderheiten an diesem Grab. So scheinen die Gegenstände bei der Grablegung neu, vielleicht für das Begräbnis angefertigt worden zu sein. Das zeigt, wie wichtig es war, auf eine bestimmte Weise begraben zu werden, und wie man Begräbnisse nutzte, um Macht und Status unter Beweis zu stellen.
Unter den Personen, die an der Ausgrabung teilnahmen, befand sich ein Student mit Namen Gustav Adolf Bernadotte. Zu jener Zeit war Schwedens künftiger König Gustav VI. Adolf noch Prinz von Schweden und Herzog von Schonen; er war ein eifriger Archäologe, der an vielen Grabungen teilnahm, vor allem in Italien. In Håga erhielt er seine ersten Unterweisungen in Feldarchäologie. Sein Lehrer war Oscar Almgren, Professor für Archäologie an der Universität von Uppsala.
Der Hügel wurde seit Jahrhunderten „der Hügel von König Björn“ genannt. Dem Volksglauben nach war hier ein Wikingerkönig mit Namen Björn begraben. Dieser König findet als Björn på Högen oder Björn vid högen (Björn am Hügel) in isländischen Quellen Erwähnung, was man als Björn i Höga (Björn in Höga) interpretierte. Die Untersuchung ergab, dass der Hügel jedoch nicht aus der Wikingerzeit (800–1050 n. Chr.) stammt. Er war bereits um 1000 v. Chr., in der mittleren Bronzezeit, angelegt worden. Die Steinsetzung „Kung Björns kyrka“ liegt südöstlich des Hagahögen.
Namen, die sich auf einen König beziehen sind bei mehreren Megalithanlagen (Kung Björns Grav, Kung Rings Grav, Kung Östens Grav), bei Rösen (Kung Tryggves grav), Runensteinen Kung Kåres sten, Kung Sigges sten und bei Bautasteinen (Kung Götriks sten, Kung Anes Sten bzw. Steinpaare Kung Råds grav) anzutreffen und sind in Dänemark noch häufiger. Großhügel mit einem Durchmesser von mehr als 30 Metern heißen in Schweden oft Kungshögen (deutsch „Königshügel“). Sie sind vorzugsweise um den Mälaren anzutreffen, einige Beispiele finden sich auch in anderen Landschaften. Die Großhügel stammen oft aus der jüngeren Eisenzeit. Einige der größten sind: Anundshög in Västmanland, Grönehög in Bohuslän, Högom in Medelpad, Inglinge hög in Småland, Kung Ranes hög in Västergötland, Ledbergs kulle in Östergötland, Skalunda hög in Västergötland, Ströbo hög in Västmanland und die drei Hügel in Alt-Uppsala in Uppland.